# Poste vaticane
Il Servizio Poste Vaticane e Filatelia è l'operatore postale dello Stato della Città del Vaticano. Dipende dalla Direzione delle Telecomunicazioni e dei Sistemi Informatici del Governatorato dello Stato della Città del Vaticano.

## Storia
Le Poste Vaticane nascono ufficialmente con la costituzione dello Stato della Città del Vaticano l'11 febbraio 1929, con la firma dei Patti Lateranensi.
Il 1º giugno 1929 la Città del Vaticano entrò nell'UPU (Unione Postale Universale) e il governo italiano fornì al nuovo Stato tutti i mezzi per la nuova istituzione.
L'attivazione del servizio postale vaticano fu stabilita dall'Ordinanza VIII del 30 luglio 1929, che entrò in vigore il giorno successivo.
Nel 1965 le Poste Vaticane divennero membro della Conferenza Europea delle Amministrazioni delle Poste e delle Telecomunicazioni (CEPT). Dal 1998 Poste Vaticane è membro dello Small European Postal Administrations Cooperation e, successivamente, nel 2011, dell'Associazione degli Operatori Postali Pubblici Europei (PostEurop).Poste Vaticane partecipa stabilmente ai Congressi UPU, l'ultimo dei quali si è svolto a Riyadh dal 1° al 5 ottobre 2023.
Dal 1º gennaio 2022 il Direttore delle Telecomunicazioni e dei Sistemi Informatici è l'ing. Antonino Intersimone. Dal 1º agosto 2024 il capo Servizio è don Felice Bruno.
Le Poste Vaticane gestiscono numerosi servizi, tra cui posta prioritaria, raccomandata, pacchi postali, e servizi di tesoreria per conto del Governatorato dello Stato. Ogni anno, emettono nuovi francobolli che sono oggetto di grande interesse per i collezionisti filatelici, soprattutto quelli che riguardano eventi legati alla Chiesa e al Papa. Le cartoline con francobolli vaticani possono essere spedite solo da Città del Vaticano.

## Uffici
Il servizio Poste Vaticane dispone di cinque punti vendita Punti Vendita: 
- in via della Posta, a circa 100 metri dall'entrata di Porta Sant'Anna, si trova la sede centrale;
- in piazza San Pietro presso il braccio Carlo Magno;
- in piazza San Pietro, come ufficio postale mobile;
- all'interno dei Musei Vaticani;
- all'interno della Pontificia Università Lateranense (a partire dal 19 novembre 2019)[2].

In particolare l'ufficio postale mobile in piazza San Pietro iniziò ad essere presente a partire dal 20 dicembre 2010 ed era realizzato attraverso un Iveco 370 allestito allo scopo. Il 19 dicembre 2024 è stato inaugurato il nuovo ufficio postale mobile, posizionato in piazza, senza alcun fissaggio definitivo, nel medesimo spazio del precedente. La sua forma circolare è stata pensata per rispettare le dimensioni dell'area occupata dalla struttura preesistente, con un diametro che replica la lunghezza della pianta del precedente ufficio mobile. I moduli che compongono il pavimento, la struttura portante e l'arredamento sono stati realizzati in legno, materiale scelto con l’intento di ridurre al minimo l’impatto ambientale in ogni fase del ciclo di vita della costruzione. Ciò include non solo la fabbricazione iniziale, ma anche tutte le operazioni legate al montaggio, allo smontaggio e al successivo rimontaggio, fino alla sua eventuale dismissione, garantendo un approccio sostenibile e rispettoso dell’ambiente. Inoltre, la nuova struttura è stata progettata per essere accessibile anche a persone con disabilità, con particolare attenzione alla fruibilità degli spazi da parte di tutti.

## Galleria d'immagini

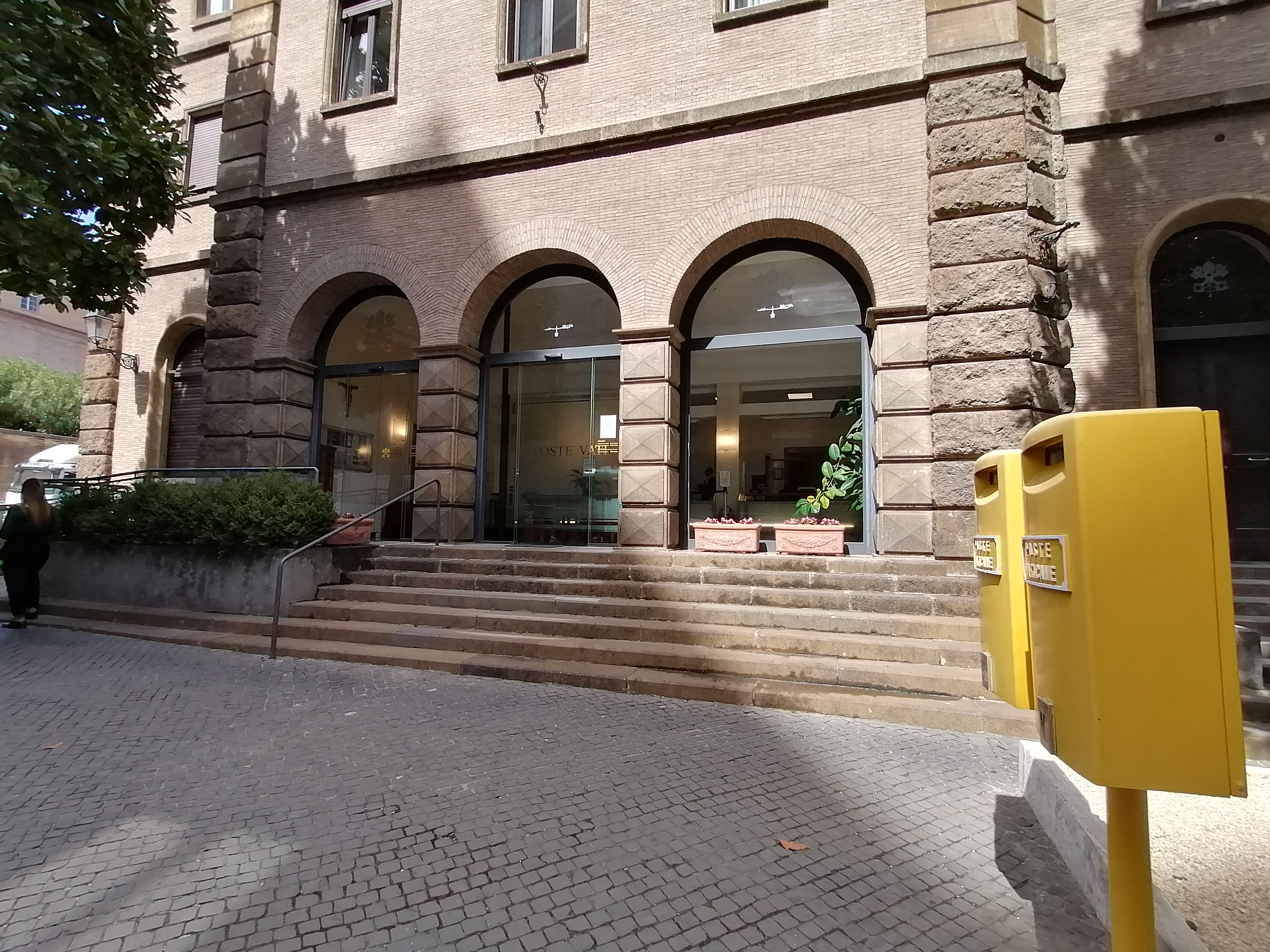
L'ufficio centrale delle Poste Vaticane dopo la porta di Sant'Anna
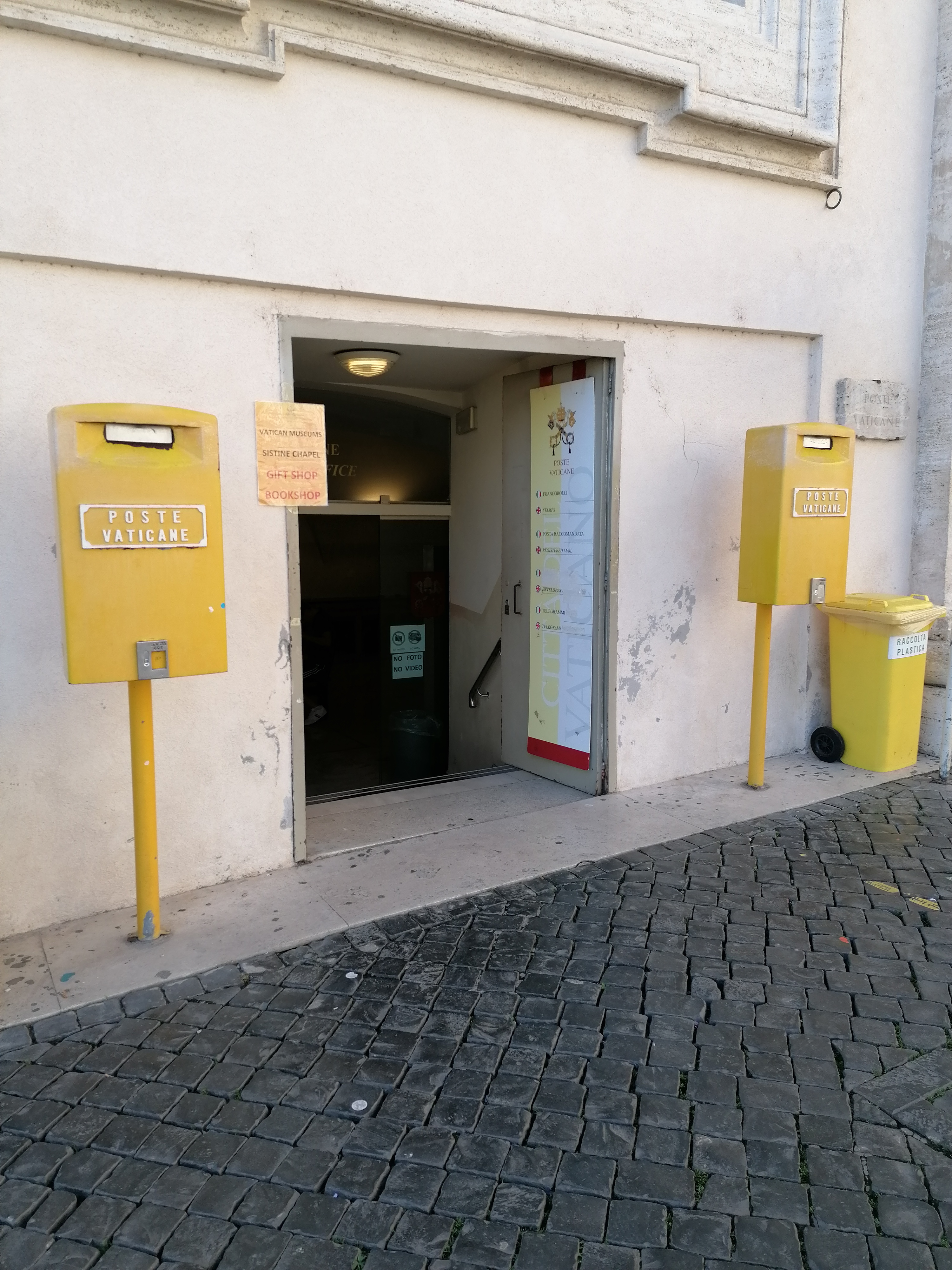
L'ufficio postale del Braccio di Carlo Magno vicino alla Porta delle Campane.
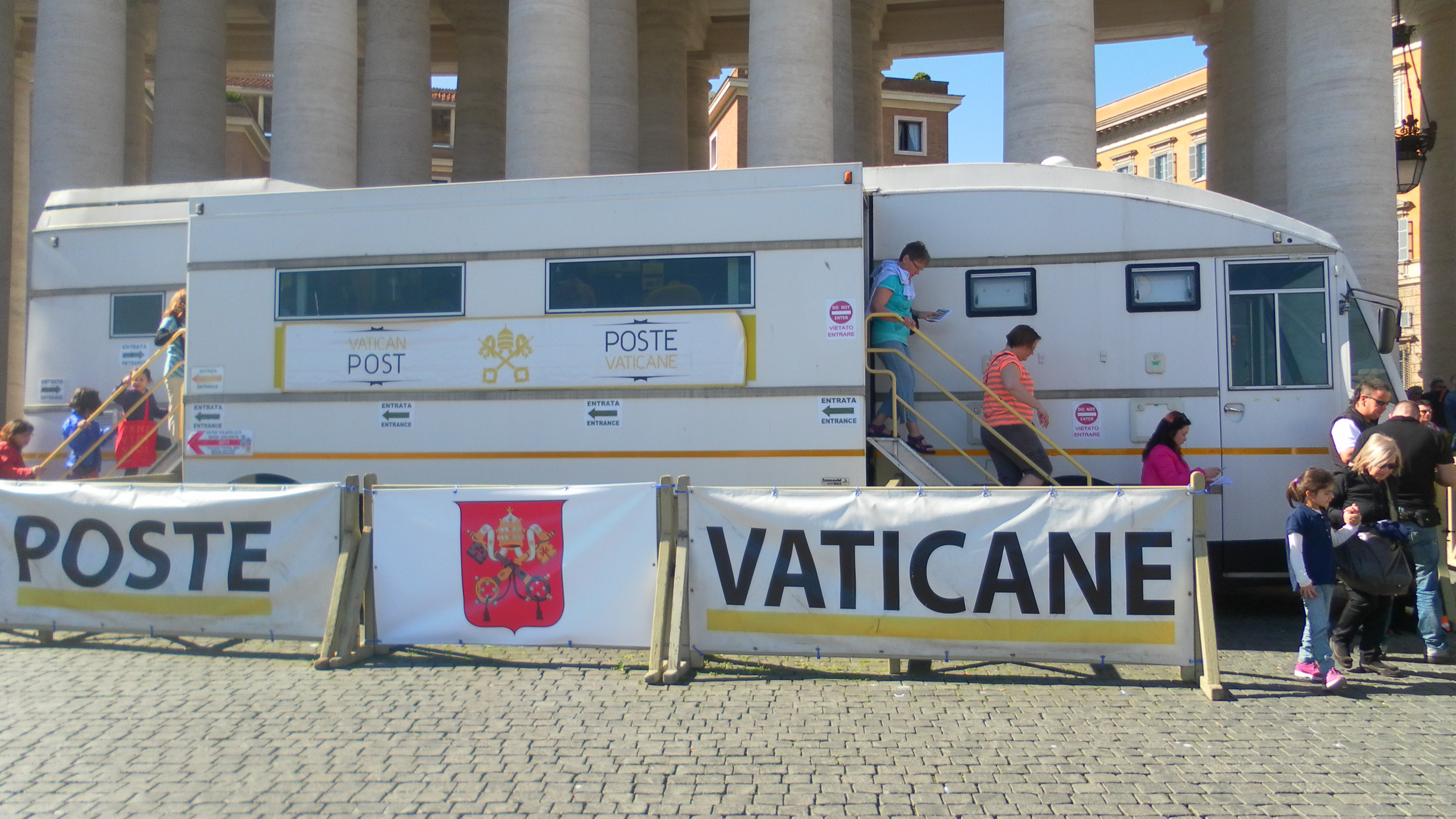
Iveco 370 delle Poste Vaticane utilizzato come ufficio mobile in Piazza San Pietro dal 20 dicembre 2010 al 5 dicembre 2024.
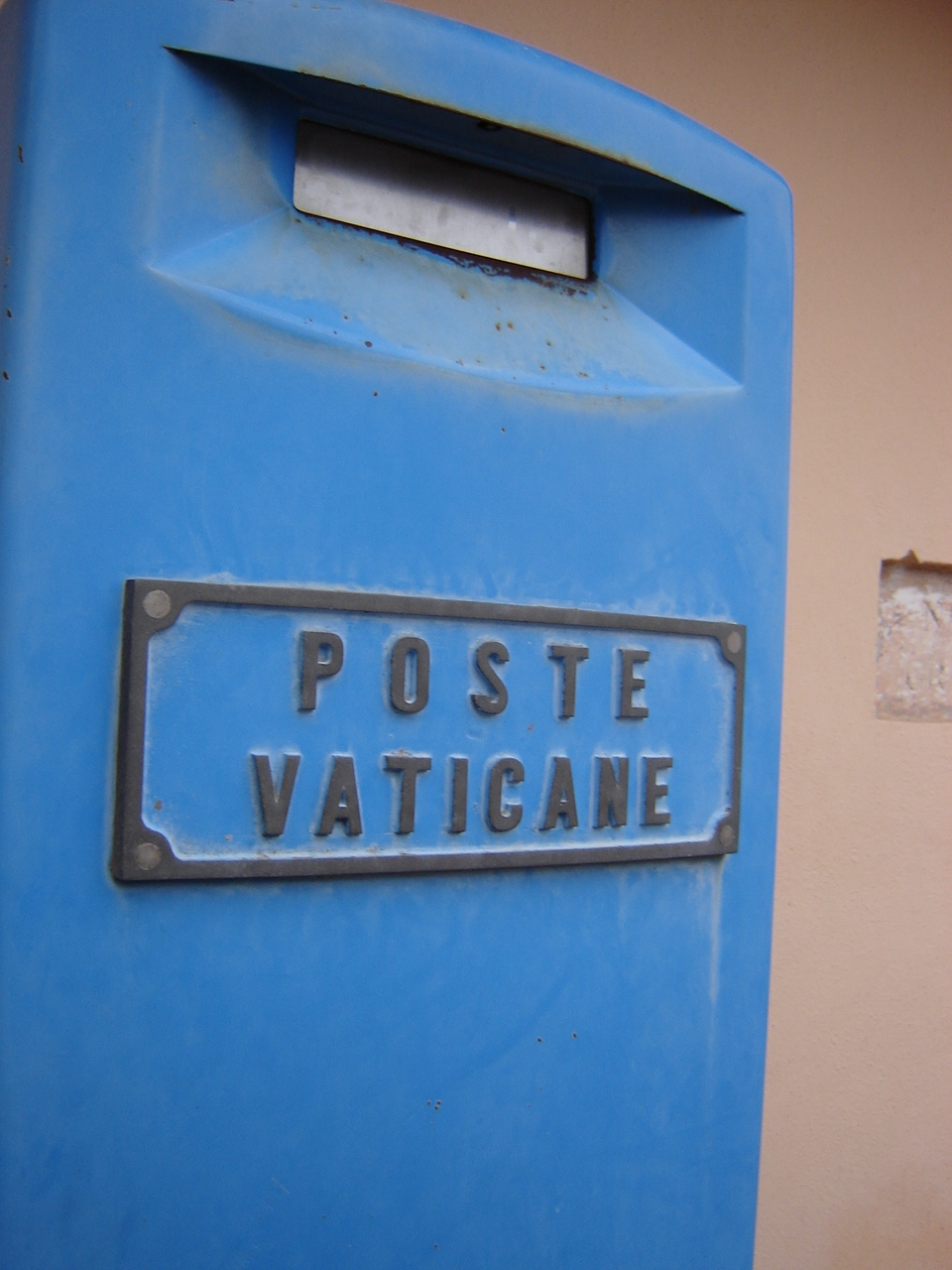
Cassetta delle lettere delle Poste Vaticane.
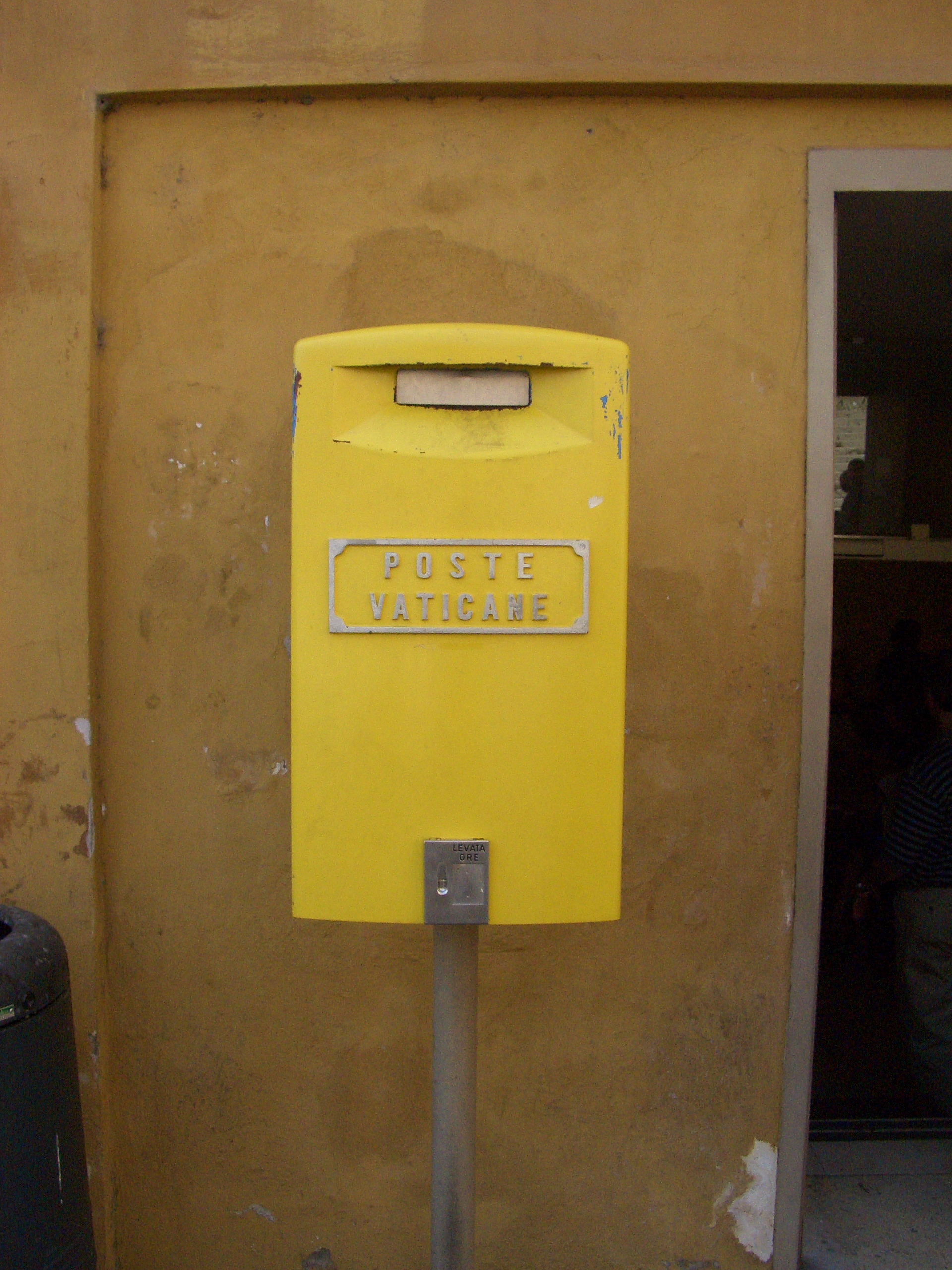
Cassetta delle lettere delle Poste Vaticane.
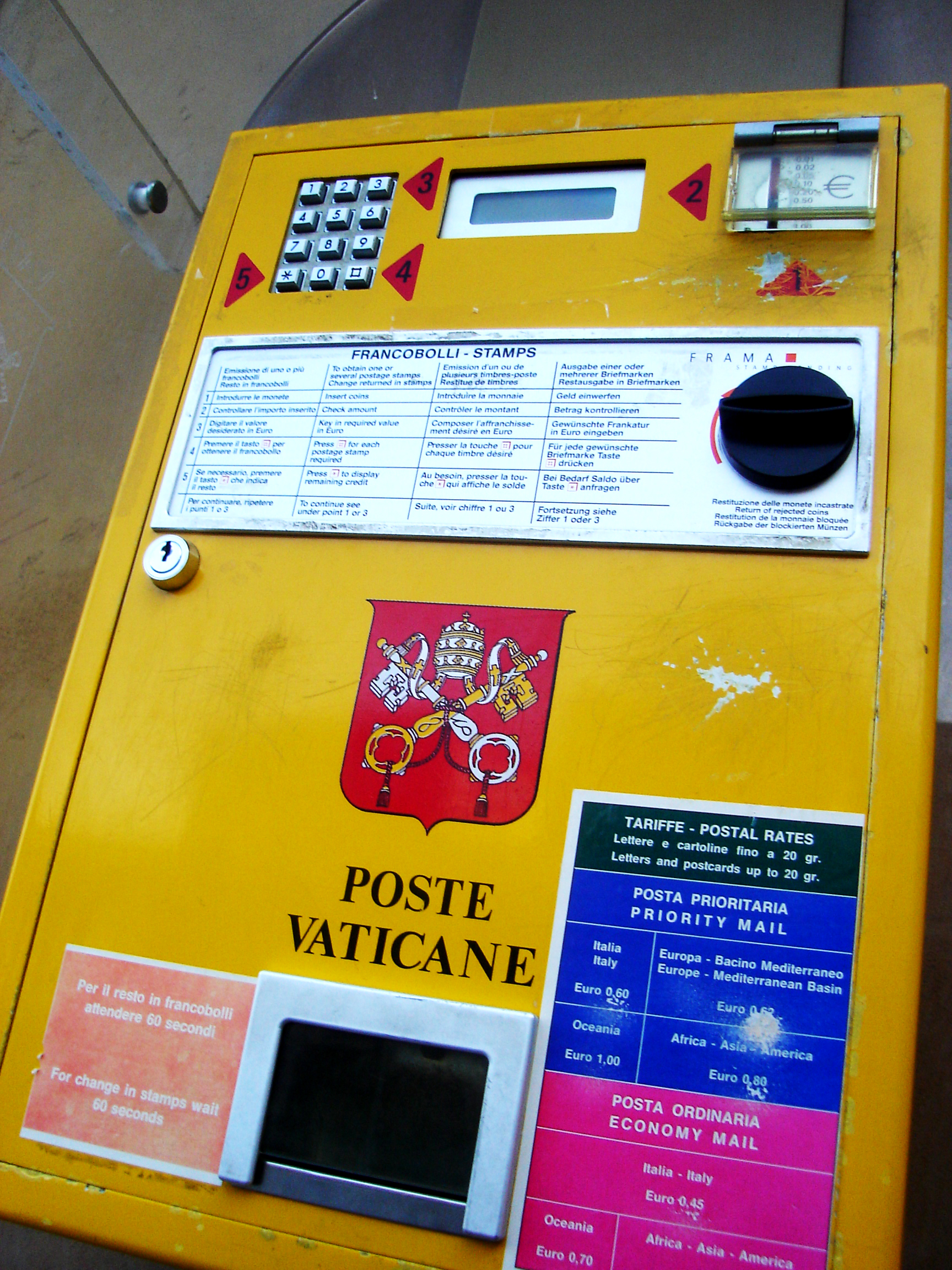
Distributore automatico di francobolli delle Poste Vaticane, in uso fino a maggio 2011.